# Trichosurus cunninghami
Trichosurus cunninghami is een klimbuideldier uit het geslacht der echte koesoes (Trichosurus) dat voorkomt in de bergen van Victoria (Zuidoost-Australië). Deze soort werd eerder tot de meer noordelijk voorkomende hondkoesoe (T. caninus) gerekend, maar onderzoek uit 2002 toonde aan dat het om twee soorten ging. De exacte grens tussen de twee soorten is vooralsnog onduidelijk; mogelijk komt T. cunninghami ook in het zuiden van New South Wales voor. Deze soort heeft een kortere staart, langere voeten en langere oren dan de hondkoesoe. De soort is genoemd naar Ross Cunningham, de eerste die verschillen tussen noordelijke en zuidelijke hondkoesoes ontdekte.